# Буткевич, Сигизмунд Эмильевич
Сигизму́нд Эми́льевич Бутке́вич, Зыгмунт Буткевич (пол. Zygmunt Butkiewicz; 14 августа 1872, Лидский уезд, Виленская губерния — 16 июля 1935, Познань) — российско-польский виолончелист и педагог.
Бессменный участник Квартета герцога Мекленбургского на протяжении всего его существования в 1896—1917 гг. После революционных событий 1917 года — в Польше; в 1926—1929 гг. возглавлял Познанскую консерваторию.
31 марта 1902 вместе с автором исполнил премьеру Сонаты для виолончели с фортепиано op. 19 Сергея Рахманинова. Сотрудничал с Мечиславом Карловичем. По мнению современного специалиста, «обнаруживал уникальное владение инструментом, выдающуюся технику, прекрасный, тёплый и исключительно чистый звук, завоевав европейскую славу».